# Georg Liebsch
Georg Liebsch (* 5. April 1911 in Düsseldorf; † 10. November 1998 ebenda) war ein deutscher Gewichtheber.

## Werdegang
Georg Liebsch war als Jugendlicher zwar klein, aber schon sehr kräftig. Aus diesem Grunde zog es ihn mit etwa 18 Jahren zu den Gewichthebern der Kraftsportabteilung von Fortuna Düsseldorf. Dort zeigte sich bald, dass er die richtige Sportart gewählt hatte. Seine Entwicklung vollzog sich stetig, und er belegte bei den deutschen Meisterschaften 1932 bereits den 2. Platz im Federgewicht (bis 60 kg Körpergewicht). Als seine beste Disziplin stellte sich das beidarmige Drücken heraus, wo er seine urwüchsige Kraft am besten einsetzen konnte und Weltrekordler wurde. Seine beste Zeit begann nach den Olympischen Spielen 1936, als er zweimal Weltmeister wurde. An weiteren Olympischen Spielen konnte er nicht mehr teilnehmen: Er zog 1940 in den Krieg, aus dem er nach Kriegsgefangenschaft erst 1949 nach Düsseldorf zurückkehrte.
Er begann wieder mit dem Gewichtheben und erzielte auf Landesebene noch weitere Erfolge.

## Internationale Erfolge
(OS = Olympische Spiele, WM = Weltmeisterschaft, EM = Europameisterschaft, Fe = Federgewicht)
- 1935, 3. Platz, EM in Paris, Fe, mit 295 kg, hinter Max Walter, Deutschland, 297,5 kg und vor Anton Richter, Österreich, 285 kg;
- 1936, 5. Platz, OS in Berlin, Fe, mit 290 kg, hinter Anthony Terlazzo, USA, 312,5 kg, Saleh Mohamed Soliman, Ägypten, 305 kg, Ibrahim Shams, Ägypten, 300 kg und Richter, 297,5 kg;
- 1937, 1. Platz, WM in Paris, Fe, mit 297,5 kg, vor Richter, 287,5 kg und Walter, 287,5 kg;
- 1938, 1. Platz, WM in Wien, Fe, mit 305 kg, vor Attilio Bescape, Italien, 300 kg und Richter, 297,5 kg;
- 1939, 1. Platz, Intern. Turnier in München, Fe, mit 315 kg, vor Anton Richter, 302,5 kg u. Attilio Bescape, 290 kg

## Deutsche Meisterschaften
- 1932, 2. Platz in Dortmund, Fe, mit 270 kg, hinter Eugen Mühlberger, Frankfurt, 275 kg und vor Josef Wagner, Stuttgart, 265 kg;
- 1935, 3. Platz in Berlin, Fe, mit 282,5 kg, hinter Max Walter, Saarbrücken, 285 kg und Helmut Schäfer (Gewichtheber), Stuttgart, 285 kg;
- 1936, 3. Platz in Möhringen, Fe, mit 287,5 kg, hinter Walter, 290 kg u Mühlberger, 290 kg;
- 1937, 1. Platz in Düsseldorf, Fe, mit 295 kg, vor Walter, 287,5 kg und Schäfer, 282,5 kg;
- 1938, 1. Platz in Breslau, Fe, mit 307,5 kg, vor Anton Richter, Wien, 295 kg und Walter Dörrbecker Dortmund, 280 kg;
- 1939, 2. Platz in Nürnberg, E, mit 300 kg, hinter Richter, 305 kg und vor Dörrbecker, 282,5 kg

## Weltrekorde
im beidarmigen Drücken:
- 93,5 kg, 1935 in Duisburg, Fe,
- 96,5 kg, 1947 in Düsseldorf, Fe,
- 100 kg, 1939 in München, Fe